# Nicolaus Johannis
Nicolaus Johannis, född i Surteby församling, död 1613 i Grebo församling, Östergötland, var en svensk präst.

## Biografi
Nicolaus Johannis föddes i Surteby församling och blev 1564 kyrkoherde i Grebo församling, Grebo pastorat. Han underskrev 1593 Uppsala möte och avled 1613 i Grebo församling.

### Familj
Johannis gifte sig första gången med Anna Andersdotter. Hon var änka efter kyrkoherdarna Claudius Botvidi och Abrahamus i Risinge församling. Johannis och Andersdotter fick tillsammans dottern Brita Nilsdotter, som kom att gift sig med kyrkoherdarna Benedictus Birgeri och Andreas Erici Helsingius i Hagebyhöga församling.
Johannis gifte sig andra gången med Anna Nilsdotter från Tuttorp i Bankekinds socken. Efter Johannis död gifte honom sig med kyrkoherden Nicolaus Langelius i Grebo socken.